# إيفا شميدت
إيفا شميدت Eva Schmidt (ولدت في مدينة لوستناوْ في غرب النمسا في 17 مايو 1952) هي أديبة نمساوية.

## حياتها
تقيم إيفا شميدت في مدينة بريجينتس متفرغة للكتابة. نشرت العديد من الأعمال القصصية وكتبت كذلك عدة تمثيليات إذاعية, وتترجم بجانب ذلك من اللغة الإيطالية. حصلت على عدة جوائز منها, جائزة نيكولاس بورن في عام 1989.

## من أعمالها
- مقارنة مع الحياة 1985
- رقص 1988
- بين الزمن 1997

## روابط خارجية
- إيفا شميدت على موقع مونزينجر (الألمانية)